# Maharishi
Maharishi vient du sanskrit (maha « grand », rishi « voyant »). À l'origine, on trouve ce titre dans les Vedas où il désigne ceux qui ont la perception directe (vision) du divin ou de la divinité et qui connaissent (ou entendent) les sons (mantras) et les hymnes (soukta) qui lui sont associés. Aujourd'hui, c'est un titre que l'on donne à ou que s'attribuent certains maîtres hindous qui donnent un enseignement spirituel.
La variante Maharshi tient compte du phénomène appelé sandhi.
Maharishi ou Maharshi peut désigner des personnes auxquelles on a ajouté ce titre dans leur nom telles que Shri Ramana Maharshi (1879-1950), maître de l'Advaita Vedānta de l'Inde du Sud, ou Maharishi Mahesh Yogi (1917-2008), le fondateur de la méditation transcendantale.